# Swarm (nau espacial)
Swarm és una missió de l'Agència Espacial Europea (ESA) per estudiar el camp magnètic terrestre. Els mesuraments d'alta resolució i precisió de la força, direcció i variacions del camp magnètic terrestre, complementat amb mesuraments de navegació precisa, acceleròmetres i camp elèctric, proporcionaran dades essencials per modelar el camp geomagnètic i la seva interacció amb altres aspectes físics del sistema terrestre. Els resultaran oferirant una visió única de l'interior de la Terra des de l'espai, proporcionant dades sobre la composició i processos de l'interior per a ser estudiats en detall i augmentar el coneixement dels processos atmosfèrics i els patrons de circulació dels oceans que afecten al clima.

## Resum
L'objectiu general de la missió Swarm és construir sobre l'experiència de les missions Ørsted i CHAMP i per proporcionar el millor mesurament del camp geomagnètic (mesuraments multipunt) i la seva evolució en el temps, per tenir noves idees sobre el sistema de la Terra mitjançant la millora de la comprensió de l'interior de la Terra i el clima.
La constel·lació Swarm consisteix en tres satèl·lits situats en tres òrbites polars diferents, dos volant un al costat de l'altre a una altitud de 450 km i un tercer a una altitud de 530 km. El 13 de febrer de 2013, el llançament va ser posposat a causa de "problemes del llançador" per a l'octubre de 2013. L'ESA va contractar a Astrium per desenvolupar i fabricar tres orbitadors, mentre que Eurockot va proporcionar els serveis de llançament. El llançament va ser posposat i reprogramat a les 12:02:29 GMT (7:02:29 a.m. EST) del 22 de novembre de 2013, des del Cosmòdrom de Plessetsk, Rússia.

## Càrrega útil
La càrrega útil de les tres naus espacials consisteix dels següents instruments:
- Vector Field Magnetometer (VFM): Mesuraments lineals i de baix soroll de components vectorials del camp magnètic terrestre. El fluxgate vector magnetometer és similar als dels satèl·lits Ørsted, CHAMP i SAC-C.
- Absolute Scalar Magnetometer (ASM): El calibratge de l'instrument principal VFM.
- Electric Field Instrument (EFI): Mesura de la densitat d'ions, la velocitat de deriva i el camp elèctric.
- Accelerometer (ACC): El mesurament d'acceleracions no gravitacionals com l'arrossegament de l'aire, vents, albedo terrestre i pressió de radiació solar.
- Laser Range Reflector (LRR): Prismes de quars reflectors com a part de la xarxa satellite laser ranging.

## Història de la missió

### Prellançament
Els tres satèl·lits SWARM van arribar al Cosmòdrom de Plessetsk en setembre de 2013 per iniciar les proves finals abans d'abastir-los de combustible i la seva incorporació al vehicle de llançament Rókot.

### Llançament
La constel·lació SWARM va ser llançada amb èxit a bord d'un Rókot/Briz-KM el 22 de novembre de 2013.